# Музей історії склозаводу та села Кутище
Музе́й істо́рії склозаво́ду та села́ Кути́ще — сільський історико-етнографічний музей в селі Кутище, Тлумацького району Івано-Франківської області, культурно-освітній осередок і значне зібрання матеріалів з історії та культури придністровського села.
Експонати музею займають 10 кімнат двоповерхової будівлі. Це давні духовні реліквії, предмети побуту, різноманітний одяг, ремісничі інструменти. Є світлиця, впорядкована на манер кінця XIX — початку ХХ століть.
Найцінніший експонат — ікона Кутищенської Матері Божої (Одигітрії) 1766 року, випадково знайдена в старій дзвіниці краєзнавцем Йосипом Поною і відреставрована фахівцями Івано-Франківського художнього музею за фінансової підтримки районної влади.